# Rolando Sánchez Meléndez
Rolando Sánchez Meléndez (10 de marzo de 1939) es un deportista cubano que compitió en judo. Ganó una medalla de bronce en los Juegos Panamericanos de 1967 en la categoría de –93 kg.

## Palmarés internacional
| Juegos Panamericanos | Juegos Panamericanos | Juegos Panamericanos | Juegos Panamericanos |
| Año                  | Lugar                | Medalla              | Categoría            |
| -------------------- | -------------------- | -------------------- | -------------------- |
| 1967                 | Winnipeg (Canadá)    | Medalla de bronce    | –93 kg               |